# El Limoncito, Chiapas
El Limoncito är en ort i Mexiko.   Den ligger i kommunen Reforma och delstaten Chiapas, i den sydöstra delen av landet, 600 km öster om huvudstaden Mexico City. El Limoncito ligger 40 meter över havet och antalet invånare är 667.
Terrängen runt El Limoncito är mycket platt. Runt El Limoncito är det ganska tätbefolkat, med 70 invånare per kvadratkilometer. Närmaste större samhälle är Cárdenas, 13,8 km norr om El Limoncito. Omgivningarna runt El Limoncito är en mosaik av jordbruksmark och naturlig växtlighet.